# Plavna
 Ovo je glavno značenje pojma Plavna. Za druga značenja pogledajte Plavna (razdvojba).
Plavna (srp. Плавна, mađ. Palona, nje. Plawing, Plawingen) je selo u jugozapadnoj Bačkoj, u Vojvodini, Srbija.

## Zemljopisni položaj
Nalazi se na 45° 20' 49" sjeverne zemljopisne širine i 19° 7' 32" istočne zemljopisne dužine, na 84 metra nadmorske visine. Nalazi se nedaleko od granice s Hrvatskom; tek nekoliko kilometara, preko Dunava, nalaze se Vukovar i Borovo.
Obližnje selo su Bođani. 

## Upravna podjela
Nalaze se u okrugu Južna Bačka, u općini Bač.

## Povijest
Predaju o dolasku šokačkih Hrvata u Plavnu zapisao je krajem 19. stoljeća Mato Babogredac. Po njoj su katolički Hrvati došli iz Bosne, i u velikim ratovima i ostalim zbivanjima boravili oko Bošnjaka. Nakon oslobađanja od Osmanlija dio je prešao u okolicu Vukovara, a poslije određenog vremena dio se vratio u Bošnjake, a dio je prešao Dunav i nastanio se upravo u Bođanima, Vajskoj i Plavni. Tim Hrvatima zajednički je govor (čista ikavica, kojom govore samo Hrvati), ista ili slična prezimena te mnoge zajedničke osobine.

## Gospodarstvo
Lovstvo. Lov na jelene, divlje svinje, fazane, divlje patke.
Plavna je nekad bila značajno gospodarski povezana s Vukovarom, tako da je predstavljala most koji je spajao Bačku s Hrvatskom. U 19. st. su mještani Plavne redovito odlazili u Vukovar na tjedni sajam, a u Vukovaru su namirivali svoje potrebe.

## Kultura
2009. će se u Plavni održavi manifestacija Hrvata Susret pučkih pjesnika "Lira naiva".

## Stanovništvo
Prema svjedočenjima muzikologa Josipa Andrića, Plavna je pokazivala u njegovo vrijeme izrazitu šokačku fizionomiju u svom narodnom i kulturnom životu, što se dalo vidjeti iz brojnih sabranih pjesama iz tog sela.
- 1961.: 2.662
- 1971.: 2.033
- 1981.: 1.712
- 1991.: 1.538
- 2002.: 1.392

2002. je bilo:
- Srba 607 (43,61%)
- Hrvata 312 (22,41%)
- Mađara 145 (10,42%)
- "Jugoslavena" 112 (8,05%)
- ostalih 5,53%

Plavna je bila i mjestom časnih događaja, kada je jedan mjesni Srbin u kolovozu 1995. spriječio provalu u kuću mjesnog Hrvata koji je s obitelji bio na radu u Njemačkoj, a nasilnike otjerao.

## Poznati stanovnici
- József Novotny (1908. – 1944.), kapelan, mučenik rimokatoličke Crkve, mađarskog, češkog ili slovačkog podrijetla. Ubili su ga jugoslavenski partizani 1944.   Arhivirana inačica izvorne stranice od 9. listopada 2007. (Wayback Machine)
- Bálint Magyar de Palona (? - 1573.), mađarski general, fonyódski kapetan, junak borbe protiv osmanskih osvajača  Arhivirana inačica izvorne stranice od 7. travnja 2008. (Wayback Machine)
- Josip Leko, predsjednik Hrvatskog sabora, rodio se u ovom selu
- Zvonimir Pelajić, nastavnik glazbenog, nagrađeni kulturni djelatnik
- Julijana Adamović, hrvatska književnica

Otac Antuna Gustava Matoša je bio podrijetlom bunjevački Hrvat iz Plavne. Došao je u Plavnu iz Kaćmara, a radio je kao učitelj.
Mati poznatog hrvatskog muzikologa Josipa Andrića je bila iz Plavne. To je bio dodatni razlog što je taj muzikolog zapisao velik broj melodija bačkih Hrvata iz tog sela, preko 300.

## Hrvatske ustanove u Plavnoj
Hrvati u Plavnoj su mahom iz skupine Šokaca.
- HKUPD "Matoš" (u svibnju 2008., bila je najmlađa od svih hrv. ustanova u vojvođanskih Hrvata)[7]

Hrvatsko kulturno-umjetničko-prosvjetno društvo "Matoš" od 2009. organizira godišnju kulturnu manifestaciju Dani A. G. Matoša i dr. Josipa Andrića, u sklopu koje se održavaju predavanja, likovna kolonija, razni kulturno-umjetnički programi, izložbe slikarskih radova, koncerti i sl.